# Піллсбері (Північна Дакота)
Піллсбері (англ. Pillsbury) — місто (англ. city) в США, в окрузі Барнс штату Північна Дакота. Населення — 12 осіб (2010).

## Географія
Піллсбері розташоване за координатами 47°12′26″ пн. ш. 97°47′45″ зх. д. / 47.20722° пн. ш. 97.79583° зх. д. (47.207093, -97.795741).  За даними Бюро перепису населення США в 2010 році місто мало площу 0,66 км², уся площа — суходіл.

## Демографія
Згідно з переписом 2010 року, у місті мешкало 12 осіб у 8 домогосподарствах у складі 4 родин. Густота населення становила 18 осіб/км².  Було 12 помешкання (18/км²).
Расовий склад населення:
| - 100,0 % — білих |

До двох чи більше рас належало 0,0 %. Частка іспаномовних становила 0,0 % від усіх жителів.
За віковим діапазоном населення розподілялося таким чином: 0,0 % — особи молодші 18 років, 50,0 % — особи у віці 18—64 років, 50,0 % — особи у віці 65 років та старші. Медіана віку мешканця становила 64,5 року. На 100 осіб жіночої статі у місті припадало 140,0 чоловіків;  на 100 жінок у віці від 18 років та старших — 140,0 чоловіків також старших 18 років.
Медіана доходів становила 31 250 доларів для чоловіків та 26 667 доларів для жінок. 
Цивільне працевлаштоване населення становило 14 осіб. Основні галузі зайнятості: освіта, охорона здоров'я та соціальна допомога — 35,7 %, транспорт — 28,6 %, мистецтво, розваги та відпочинок — 14,3 %, сільське господарство, лісництво, риболовля — 14,3 %.